# Boughezoul
Boughezoul è un comune dell'Algeria, situato nella provincia di Médéa.